# Ostrojeț, Mostîska
Ostrojeț (în ucraineană Острожець) este un sat în comuna Krukenîci din raionul Mostîska, regiunea Liov, Ucraina.

## Demografie
Componența lingvistică a localității Ostrojeț
     Ucraineană (99,31%)
     Alte limbi (0,69%)
Conform recensământului din 2001, majoritatea populației localității Ostrojeț era vorbitoare de ucraineană (99,31%), existând în minoritate și vorbitori de alte limbi.